# Шенън Уейвърли
Шенън Уейвърли (на английски: Shannon Waverly) е американска писателка на бестселъри в жанра любовен роман.

## Биография и творчество
Шенън Уейвърли е родена през 1960 г. във Фол Ривър, Масачузетс, САЩ. Израства в оживено и старомодно домакинство обхващащо четири поколения. Като дете чете много романси и още на 12 години се опитва да пише, първо роман, после разкази. Опитва да ги предложи на списание „Севънтийн“, но всички са отхвърлени.
Завършва с бакалавърска степен по английски език колежа „Стонхил“. В последната година от следването си работи като редактор на литературното списание на института.
Два месеца след завършването си се омъжва за съпруга си, който среща в институтското списание. Започва работа за кратко време като учител, а след това отглежда двете си деца. Когато те стават тинейнджъри Шенън работи като почасова секретарка, като се мъчи да установи бъдещето на своята кариера.
Започва да пише романи в жанра романс без да има опит и обучение. Първите четири нейни творби не са одобрени за публикуване. Следващият ѝ роман „Летен романс“ е публикуван през 1990 г. в романтичната категория на издателство „Harlequin“.
Шенън Уейвърли живее със съпруга си и двете огромни котки в Масачузетс. Имат син и дъщеря.
Поради липса на информация за писателката след 2000 г. вероятно името „Шенън Уейвърли“ е неин ранен псевдоним. Тази практика е характерна за писателките на любовни романи.

## Произведения

### Самостоятелни романи
- Летен романс, A Summer Kind of Love (1990)
- Вход забранен, No Trespassing (1991)
- Романтичен полет, New Lease on Love (1992)
- Дом на мечтите, Temporary Arrangement (1993)
- Мелодия за влюбени, Christmas Angel (1993)
- Expectations (1994)
- The Best Man (1995)
- Under One Roof (1996)
- Found, One Father (1997)
- Vacancy, Wife (1999)

### Серия „Приятелски кръг“ (Circle of Friends)
1. Julia (1998)
2. Lauren (1999)
3. Cathryn (2000)

### Участие в серии романи с други писатели

#### Серия „Деца и прегръдки“ (Kids and Kisses)
- The Baby Battle (1994)

от серията има още 18 романа от различни авторки

#### Серия „Девет месеца по-късно“ (Nine Months Later)
- Three for the Road (1995)

от серията има още 63 романа от различни авторки